# 石撰
石撰，山西省太原府平定州（今山西省陽泉市平定縣）人，明朝政治人物。
石撰担任明寧府左長史，以學行稱。靖难之役时，燕王朱棣起兵的时候，曾经献计防守，并以臣節諷寧王，寧王亦对其尊敬。当城池被攻占后，石撰被捕不屈而被朱棣下令肢解。